# 銭瓶峠 (大分県)
銭瓶峠（ぜにがめとうげ）は、大分県別府市と由布市にまたがる峠である。

## 概要
別府市と由布市挾間町を繋ぐ大分県道51号線上、高崎山の中腹に存在する峠である。「銭瓶石（かんかん石）」および道標が路傍に置かれている。名前の由来は不明だが、一説には泥棒が銭を瓶に詰めて隠した、という言い伝えがあるという。

## 交通の要衝としての銭瓶峠
古来、現在の別大国道が通る海岸線は悪路であったため、明治時代になって海岸を通る道路が開発されるまでは、この銭瓶峠を通るルートが本道であった。また、この峠が十字路となっており、峠にある道標には
北 別府道
西 ゆふいんみち
南 どうしり道
東 府内道
と書かれている。ここから別府・湯布院・同尻（挾間）・府内へ通じる道が伸びていて、豊後国における交通の要衝であったと考えられる。さらに「ゆふいんみち」は湯布院を経由して大宰府まで通じていたという。この道標は中世、もしくはそれ以前に置かれたものと考えられている。

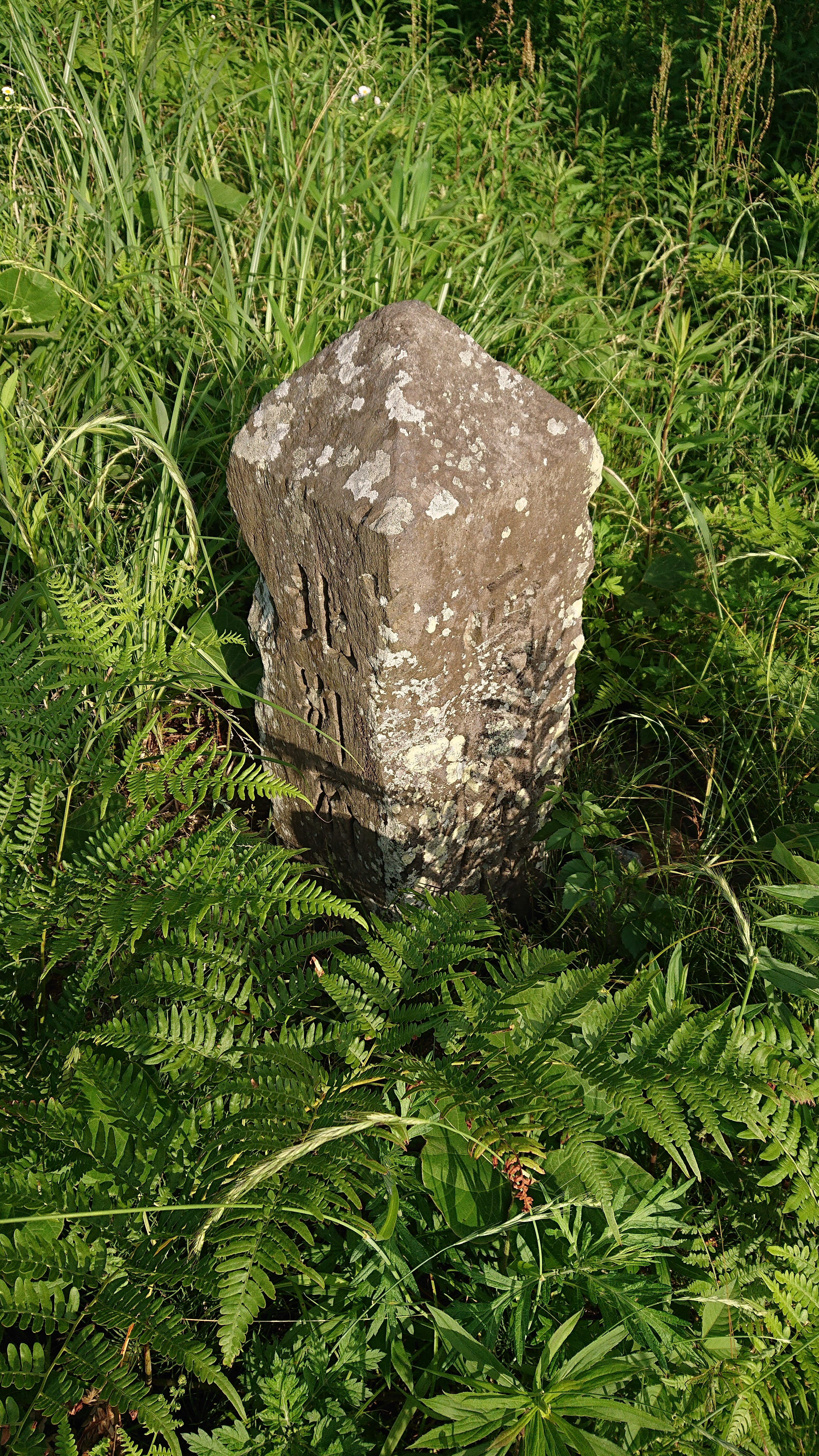
銭瓶峠に置かれた道標。「北 別府道、西 ゆふいんみち」と書かれている。

貝原益軒は『豊国紀行』にて「高崎山は別府の東南の海辺に有。山上に大友の城跡有。陸地を行ば高崎の西の方。赤松嶺をこす。難所なり。」と別府 - 大分間の山道について残している。おそらく、銭瓶峠について残したものではないか、と考えられる。
この峠を見上げるように古代から城があり、大友氏の時代には高崎山城が築かれた。南北朝時代の肥後の菊池軍を迎撃した戦い、安土桃山時代の島津軍との戦いでは、銭瓶峠が戦場になったという。
現在も銭瓶峠は十字路になっており、大分県道51号別府挾間線とその旧道および、由布市道が交叉する。

ちなみに、道標の方角と現在のルートに当てはめると、
北 大分県道51号旧道（別府市赤松・両郡橋、東別府駅方面）
西 大分県道51号（別府市浜脇、浜脇温泉方面）
南 由布市道（由布市挾間町古野、大分大学医学部方面）

東 大分県道51号（大分市賀来・金谷迫、柞原八幡宮方面）
に伸びている。両郡橋・賀来方面の県道51号が狭小区間であるため、道路が整備されている浜脇方面と挾間方面との交通が主である。

## 銭瓶石

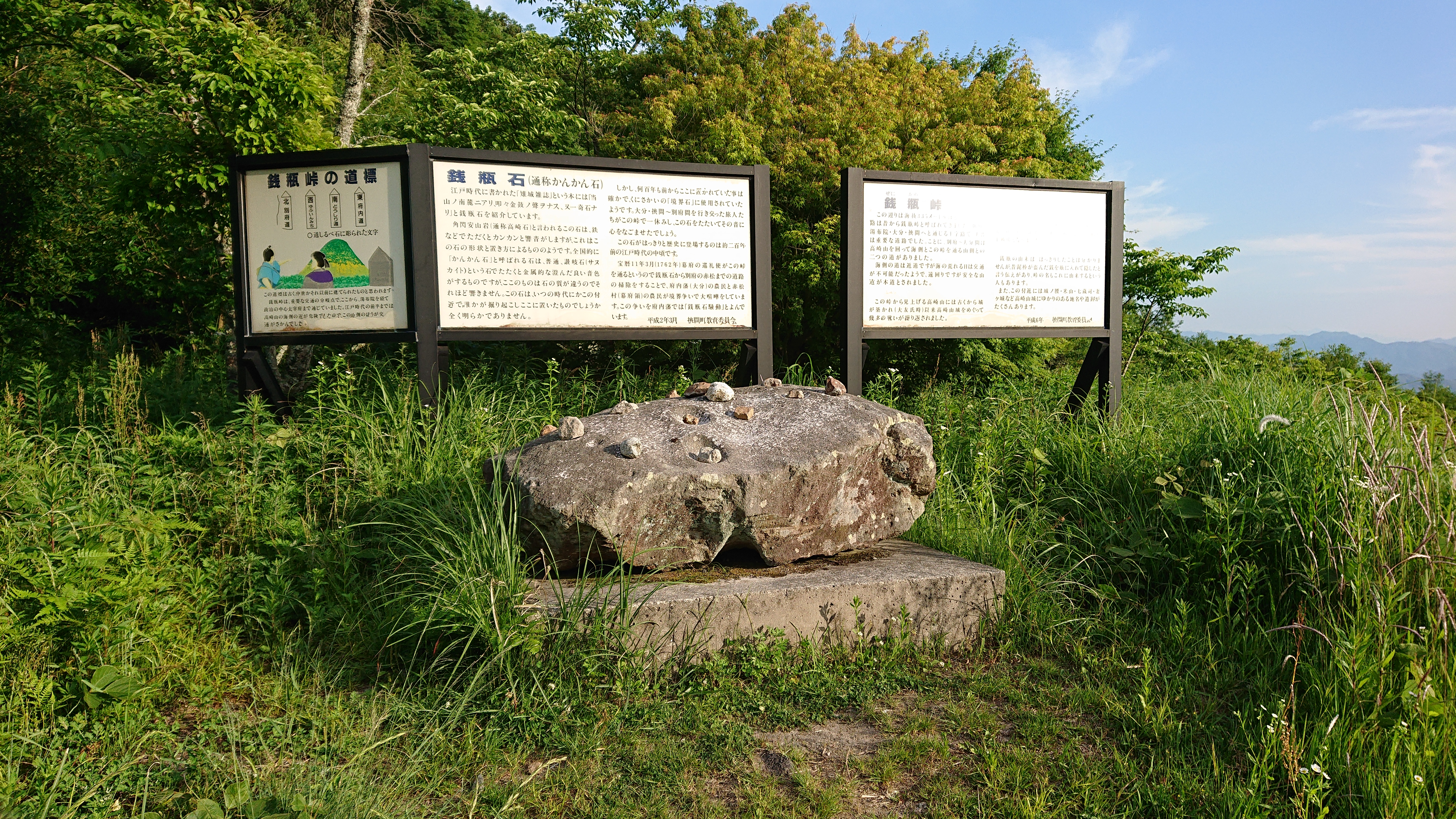
銭瓶石

江戸時代に書かれた「雉城雑誌」によると、「当山（高崎山）ノ南麓ニ有リ、叩々金鼓ノ聲ヲナス、又、奇石ナリ」と書かれている。この石を鉄などでたたくと、「カンカン」という音を立てるという。全国的に「かんかん石」と呼ばれる同様の石はサヌカイト（讃岐岩）であり、これを叩くと澄んだ金属音を立てるが、銭瓶石は角閃石安山岩（高崎石）でできており、そこまで響かないという。
この石がいつ、何者の手で掘り起こされたものか不明であるが、数百年前から当地にあるという。また、この石は当時幕領だった別府と府内藩との境界を示すものとしても活用されたという。

### 銭瓶石騒動
この石をめぐっては、江戸時代中期、府内藩の農民と天領であった赤松村の農民とが、府内藩と幕府を巻き込む境界争いをした記録が残っている。府内藩ではこれを「銭瓶石騒動」と称した。
1762年（宝暦11年）3月、幕府の巡見使が銭瓶峠を通るとのことで、銭瓶石から別府の赤松までの道を整備をしていた府内藩の七蔵司村・田の浦村の農民と、同様に道を整備していた天領・赤松村の農民との間で、巡見使の通行ルートに関する争いから、数十年来の境界争いが再燃した。赤松村側は府内藩側にルートを切り開き、自らが主張する村境に芝土手を築いて、これを新しい境界にしようとした。さらに銭瓶石の近くの高台に小屋を組み、府内藩側の出方を監視していた。府内藩民からの注進を請け、一度は府内藩による仲裁が入るものの、物別れと終わった。
同年3月14日、巡見使通過の直前、府内藩は赤松村の築いた芝土手を壊して道路建設を始めた。その時、赤松村側の30名が武器を持って府内藩側の作業を襲撃し、これを妨害。槍、刀、鳶口、鉄砲などで府内藩農民に傷を負わせ、更に府内藩の奉行ら4人を赤松村の松音寺（現在の赤松公民館）に拉致・監禁する刃傷沙汰となった。この事件を重く見た、赤松村を管轄する日田代官は、府内藩主・松平近形が参勤交代で江戸にいることから、幕府の勘定奉行へ提訴。府内藩側も応訴したので、議定所での裁判となった。農民らが江戸まで出向して行われた大裁判の結果、赤松村に非があるとして、赤松村の農民８名は伊豆の三宅島へ終生遠島、日田代官手代ら3名が御預の処分、11名が入牢などの処分となった。なお、赤松村には、この八人を顕彰した「遠島八人之塔」が建立されている。
また処分は府内藩側にも及び、府内藩主松平近形が逼塞2か月、家老ら7名の武士に御預の刑罰が下った。結果、喧嘩両成敗となったものの、本来、被害者である府内藩側が藩主を含めた処罰という、重い内容であった。
この事件の後、日田代官所は1767年に西国筋郡代役所に昇格改編となった。

## 周辺
- 高崎山銭瓶峠登山口
- 高崎山城
- ボートチケット由布（大村競艇）
- 鳥越峠